# Dörfles (cognome)
Dörfles è un cognome di lingua tedesca.

## Varianti
Doerfler, Doerfles, Dorfler, Dörfler, Dorfles.

## Origine e diffusione
Il cognome è tipicamente austro-tedesco.
Potrebbe derivare da un toponimo, dal germanico dorfles, "piccolo villaggio"; è affine al cognome italiano Vico.
Il cognome è attestato anche in Italia come Dorfles, Dorfler e Doerfler, che compaiono prevalentemente nel triestino.